# Bruno Caccia
Bruno Caccia (Cuneo, 16 novembre 1917 – Torino, 26 giugno 1983) è stato un magistrato italiano, ucciso dalla 'ndrangheta nel 1983.

## Biografia
Nacque in una famiglia con una lunga tradizione in magistratura risalente ai primi anni del XIX secolo, che ebbe il suo esponente più illustre in Giuseppe Caccia, procuratore generale della Cassazione. Studiò a Cuneo fino al Ginnasio e, seguendo gli spostamenti del padre magistrato, proseguì a La Spezia conseguendo la maturità ad Asti. Iscrittosi alla facoltà di giurisprudenza, conseguì la laurea magna cum laude nel 1939 e nel 1940 conseguì anche la laurea in scienze politiche.
Iniziò la sua carriera nel 1941 quando vinse il concorso per entrare in magistratura, prendendo servizio presso la procura della Repubblica presso il tribunale di Torino dapprima come uditore, poi come sostituto procuratore. A Torino rimase fino al 1964, quando passò ad Aosta come procuratore della Repubblica. Nel 1968 tornò a Torino, come sostituto alla Procura Generale, e nel 1980 andò a guidare la Procura della Repubblica in sostituzione del dottor La Marca.
Nominato dunque Procuratore della Repubblica presso il Tribunale di Torino, si occupò di indagare sulle violenze ed i pestaggi che all'epoca puntualmente si verificavano in occasione di ogni sciopero. Come ricorda l'allora suo collega Marcello Maddalena: "Fu, nel settore, il primo segno di presenza dello Stato dopo anni di non indolore assenza". Successivamente avviò delle indagini sui terroristi delle Brigate Rosse che portarono all'arresto di Renato Curcio e Alberto Franceschini, e su quelli di Prima Linea con l'arresto di Roberto Sandalo. Nel 1976 fu Pubblico Ministero nel processo contro il "nucleo storico" delle BR svoltosi a Torino.
Eseguì inoltre indagini sui traffici della 'ndrangheta in Piemonte, indagini che furono così incisive da "condannarlo a morte".

### Agguato e morte

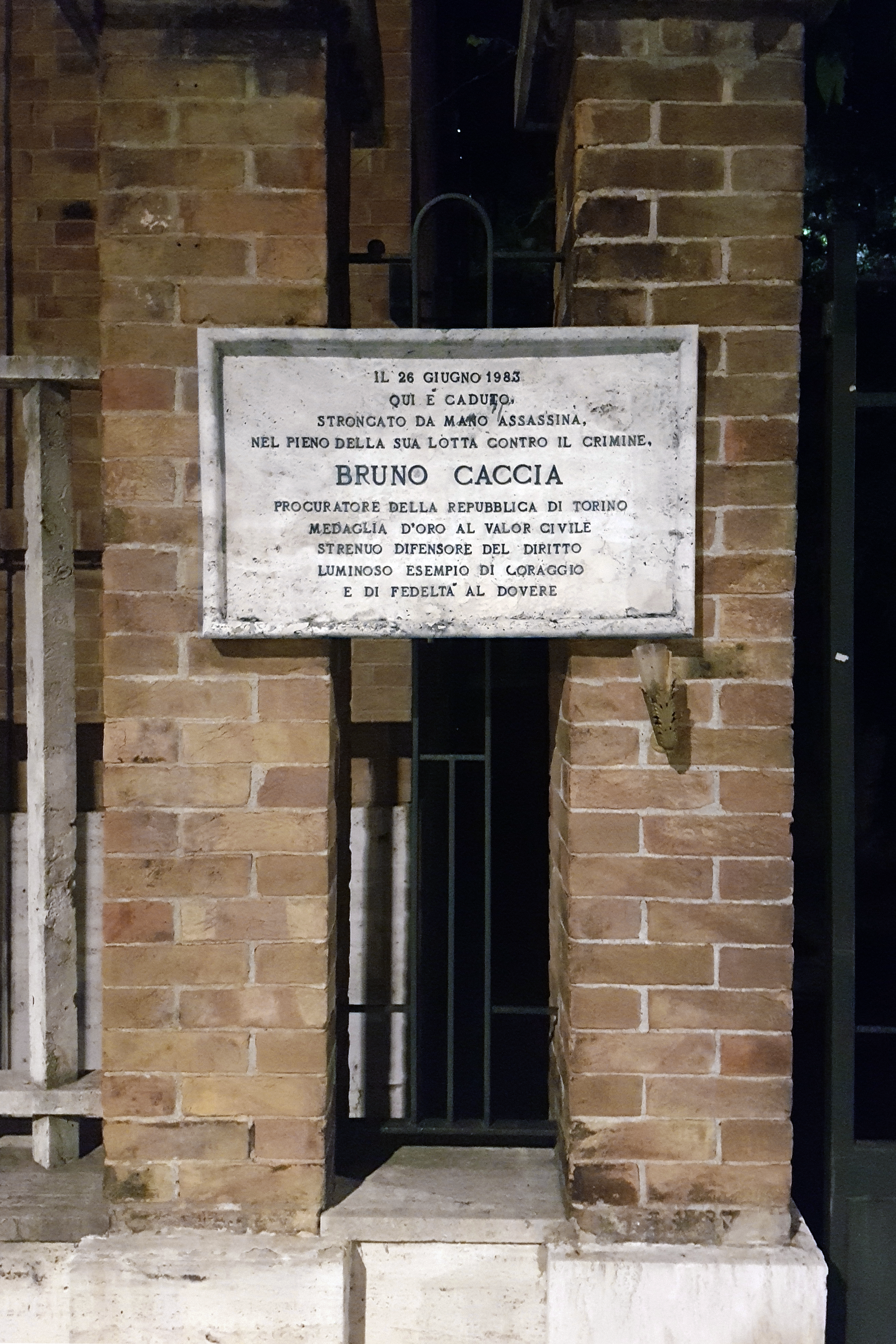
Targa commemorativa sita nel luogo dell'omicidio

Il 26 giugno 1983 Bruno Caccia si recò fuori città e tornò a Torino soltanto nella sera. Essendo una domenica, decise di lasciare a riposo la propria scorta, decisione che facilitò il compito ai sicari 'ndranghetisti. Verso le 23:30, uscito dalla propria abitazione di via Sommacampagna per portare da solo a passeggio il cane, Bruno Caccia venne affiancato da una macchina con due uomini a bordo. Questi, senza scendere dall'auto, spararono 14 colpi e, per essere certi della morte del magistrato, lo finirono con 3 colpi di grazia.

## Le indagini e i processi sull'omicidio
Riguardo ai mandanti dell'omicidio, inizialmente le indagini presero la via delle Brigate Rosse: erano gli anni di piombo e per di più le indagini di Bruno Caccia riguardavano in modo diretto molti brigatisti. Il giorno seguente, le BR rivendicarono l'omicidio, ma presto la rivendicazione risultò falsa. Inoltre, nessuno dei brigatisti in carcere rivelò che fosse mai stato pianificato l'omicidio del magistrato cuneese. Le indagini puntarono allora l'attenzione sui neofascisti dei Nuclei Armati Rivoluzionari, ma anche la pista NAR si rivelò ben presto infondata.
L'imbeccata giusta arrivò da un mafioso in galera, Francesco Miano, boss del clan dei catanesi che si era insediato a Torino. Grazie all'intermediazione dei servizi segreti, Miano decise di collaborare per risolvere il caso e raccolse le confidenze del 'ndranghetista Domenico Belfiore, uno dei capi della 'ndrangheta a Torino, anch'egli in galera. Belfiore ammise che era stata la 'ndrangheta ad uccidere Bruno Caccia e il motivo principale fu che "con il procuratore Caccia non ci si poteva parlare", come disse lo stesso Belfiore. In aggiunta, va detto che la 'ndrangheta ha da sempre controllato, in Piemonte, molti ristoranti, imprese edili, bar e addirittura era arrivata a mettere le mani sul bar del Palazzo di Giustizia dove Bruno Caccia prestava servizio.
Le indagini del magistrato cuneese si erano rivelate troppo incisive e troppo dannose per la sopravvivenza della 'ndrangheta in Piemonte. Come mandante dell'omicidio, Domenico Belfiore venne condannato all'ergastolo nel 1992. Nonostante la magistratura torinese abbia avviato delle indagini su presunte infiltrazioni 'ndranghetiste nel tessuto sociale la lotta alla 'ndrangheta in Piemonte è ancora poco radicata.
Nel marzo 2014, a trent'anni dopo la morte, il legale dei figli ha presentato alla procura di Milano un esposto nel quale chiedeva la riapertura del caso per dirigere le indagini nei confronti di Demetrio Luciano Latella, ex gangster del clan di Angelo Epaminonda.
Il 22 dicembre 2015 la DDA di Milano ha arrestato il presunto autore materiale dell'assassinio di Bruno Caccia: si tratta di Rocco Schirripa, panettiere calabrese di 62 anni immigrato a Torrazza Piemonte. Il 17 luglio 2017 Schirripa è riconosciuto colpevole e condannato in primo grado all'ergastolo, pena poi confermata il 14 febbraio 2019 in appello e nel 2020 in Cassazione.

## Memoria e riconoscimenti
A Bruno Caccia sono stati intitolati il Palazzo di giustizia di Torino, il 26 giugno 2001, nonché un cascinale a San Sebastiano da Po, (Cascina Bruno e Carla Caccia), quest'ultimo sequestrato proprio alla famiglia Belfiore, più precisamente a Salvatore Belfiore, fratello di Domenico, grazie alla legge 109/96.
Cascina Caccia viene tuttora gestita dall'associazione Acmos che aderisce a Libera, rete di associazioni contro le mafie che ricorda ogni anno il 21 marzo, nella Giornata della Memoria e dell'Impegno anche Bruno Caccia, presente nel lungo elenco dei nomi delle vittime di mafia e fenomeni mafiosi. Inoltre, dal 26 aprile 2016, la biblioteca comunale di Chiusa di San Michele (TO) e dal 30 marzo 2019 la Sala Consigliare di Caselette (TO) portano il nome di Bruno Caccia. Giulio Cavalli ha inoltre composto un monologo a lui dedicato, che si intitola Il sorriso di Bruno Caccia, un "testo scritto e recitato per" l'evento di chiusura del festival "Libera Quanto Basta Per", svoltosi proprio a Cascina Caccia ed eseguito il 17 maggio 2009.
A Bruno Caccia sono intitolati gli impianti sportivi comunali di Ceresole d'Alba (CN), paese di origine della famiglia e nel cui cimitero riposa. 
Nel quarantennale della morte, anche le istituzioni scolastiche Torinesi hanno reso omaggio alla figura di Bruno Caccia, intitolandogli la nuova denominazione della direzione didattica D'Azeglio-Nievo